# Xavier Samuel
Xavier Samuel (Adelaide, 10 de dezembro de 1983) é um ator australiano, mais conhecido por interpretar Riley Biers em Eclipse, terceiro filme da saga Crepúsculo, sua atuação no filme de terror Bait 3D ao lado de Phoebe Tonkin e sua recente atuação em Spin Out.

## Filmografia
| Ano  | Título                           | Papel             |
| ---- | -------------------------------- | ----------------- |
| 2003 | McLeod's Daughters               | Jason             |
| 2006 | 2:37                             | Theo              |
| 2006 | Angela's Decision                | Will Turner       |
| 2007 | September                        | Ed Anderson       |
| 2008 | Newcastle                        | Fergus            |
| 2008 | Dream Life                       | Boyd              |
| 2009 | Drowning                         | Dan               |
| 2009 | The Loved Ones                   | Brent             |
| 2009 | Further We Search                | Age               |
| 2010 | The Twilight Saga: Eclipse       | Riley Biers       |
| 2010 | Road Train                       | Marcus            |
| 2011 | Anonymous                        | Henry Wriothesley |
| 2012 | Bait 3D                          | Josh              |
| 2012 | Drift                            | Jimmy Kelly       |
| 2013 | Plush                            | Enzo              |
| 2013 | Adore                            | Ian               |
| 2013 | After 30                         | David             |
| 2014 | Healing                          | Paul              |
| 2014 | Fury                             | Lt. Parker        |
| 2015 | Frankenstein                     | Adam              |
| 2016 | Love and Friendship              | Reginald DeCourcy |
| 2016 | Mr. Church                       | Owen              |
| 2016 | Spin Out                         | Billy             |
| 2016 | The Death and Life of Otto Bloom | Otto Bloom        |
|      | A Few Less Men                   | David             |
| 2017 | Bad Blood                        | Vincent           |
| 2018 | Pelo Direito de Ser Feliz        | Jim Walker        |

|  |  |  |  |
|  |  |  |  |
|  |  |  |  |